# ریزموش دم‌سفید
ریزموش دم‌سفید (نام علمی: Sminthopsis granulipes) نام یک گونه از سرده ریزموش‌ها است.